# Reus Artístich
Reus Artístich: ilustració mensual va ser una revista mensual artística i literària que sortí a Reus de l'abril de 1890 al gener de 1891.

## Història
Fundada per Ramon Casals i Vernis, que en dirigia la part artística, com a principal col·laborador tenia a Antoni Pascual i Cugat, que portava la direcció literària i finançava la publicació. D'arrels modernistes, va ser "la millor de les revistes que es publicaren a Reus fins a l'any 1900" segons l'erudit reusenc Joaquim Santasusagna. El seu primer número porta una definició d'intencions: "La preponderancia y la influencia d'una nació s'estén més per medi de las conquistas de las arts que per medi de las conquistas de las armas", i segueix explicant que Reus és pàtria de pintors, tot començant per Fortuny, que són importants al món. Vol fomentar la coneixença de l'art, i crear opinió sobre les produccions intel·lectuals, industrials, mecàniques i artístiques en general. Reproduirà els monuments del passat, seguirà els corrents artístics, proporcionarà models per les arts sumptuàries, les indústries del ferro i de la fusta, dels teixits... Però aquest projecte ambiciós va quedar després en una revista artística-literària que fa pensar en La Ilustració Catalana.
Els seus inicis van ser difícils, ja que Casals i Vernis no trobava col·laboradors. En una carta a Josep Güell i Mercader es lamentava de la manca de gent per a confeccionar el periòdic. Deia que a Reus només hi havia el Martí Folguera, que l'ajudava poc, i que calia refiar-se de la gent de fora, que no hi col·laborà gaire. Tot i això, aviat hi publicaven, a més de Ramon Casals i d'Antoni Pascual i Cugat, Joaquim Borràs i de March, Miquel dels Sants Font i Martí, Carles Fumaña i Casas, Josep Martí Folguera, Bonaventura Sanromà i Quer, Cosme Vidal, Ricard Català, poeta de Falset, Faustí Planàs, Salvador Fàbregues, Estanislau Mateu (en temes musicals), i altres. Hi col·laboraven també artistes i dibuixants locals, com Joan Fargas i Ramon Costa.
A la portada hi havia en cada número el retrat d'un fill il·lustre de Reus, gairebé sempre el gravat d'un dibuix. Inclou les seccions "Nostres grabats", on s'expliquen les il·lustracions, i s'hi inclou una petita nota biogràfica del personatge de portada, "Història del mes", on s'inclouen esdeveniments locals, temes polítics locals i generals, i també econòmics. També publicava la secció "Apuntes locals", que explicava el moviment cultural a la ciutat, i parlava de teatre, dels concerts, de les vetllades i de les exposicions a Reus. La resta del periòdic, amb seccions variables, és literària, amb articles d'Eduard Toda, Josep Güell i Mercader, Josep Pin i Soler, Marià Fonts Fortuny, i d'altres. A més dels gravats, les poesies publicades eren realçades amb orles dibuixades expressament i molts articles començaven amb caplletres fetes també especialment per la revista. Els gravats acostumaven a ser obres de reusencs o sobre temes urbans locals. Al llarg dels números es va veient que hi ha manca de material per publicar: alguns gravats ocupen un lloc excessiu, potser reservat a algun article. A l'últim número, el 10, de gener de 1891, que no porta cap indicació de què ho sigui, hi ha una compaginació diferent, "abocat sense ordre" diu Santasusagna, i els treballs literaris en prosa hi són molt abundants. La reproducció d'obres, en gravats, va ser l'aportació més interessant de la publicació.

## Aspectes tècnics
La capçalera mixta portava un dibuix de Casals i Vernis, tenia format foli i 12 pàgines cada número. S'imprimia mensualment a la Impremta de Viuda de Torroja. Incloïa reproduccions de Marià Fortuny, Baldomer Galofre, Tapiró, Soberano, i altres artistes locals, i també d'autors anglesos i italians i d'altres països.

## Localització
- Una col·lecció a la Biblioteca Central Xavier Amorós de Reus.[4]
- Una col·lecció a la Biblioteca del Centre de Lectura de Reus, a la Biblioteca de Catalunya i a la Universitat Autònoma de Barcelona.[5] La col·lecció de la UAB es pot consultar en línia.[6]